# Arctosa insignita
Arctosa insignita är en spindelart som först beskrevs av Tord Tamerlan Teodor Thorell 1872.  Arctosa insignita ingår i släktet Arctosa och familjen vargspindlar. Inga underarter finns listade i Catalogue of Life.